# Virginia Slims of Jacksonville 1972
Il Virginia Slims of Jacksonville 1972 è stato un torneo di tennis giocato sulla terra verde. È stata la 1ª edizione del torneo, che fa del Virginia Slims Circuit 1972. Si è giocato a Jacksonville negli USA dal 4 al 9 aprile 1972.

## Campionesse

### Singolare
Marie Neumannová ha battuto in finale  Billie Jean King con il punteggio di 6–4, 6–3

### Doppio
Judy Tegart /  Karen Krantzcke hanno battuto in finale  Vicky Berner /  Billie Jean King con il punteggio di 7–5, 6–1